# Winter-Paralympics 2006/Teilnehmer (Dänemark)
| stlisierte Goldmedaille | stlisierte Silbermedaille | stlisierte Bronzemedaille |
| ----------------------- | ------------------------- | ------------------------- |
| —                       | —                         | —                         |

Dänemark nahm an den Winter-Paralympics 2006 in Turin mit einer Delegation von drei Athletinnen und drei Athleten teil.
Das Team konnte keine Medaille erringen. Am erfolgreichsten platzieren konnte sich die Biathletin Anne-Mette Bredahl, die auf der Distanz über 12,5 km einen vierten Rang erzielte. Der Dänische Behindertensportverband ernannte die Rollstuhlcurler Kenneth Ørbæk und Bjarne Jensen zu Fahnenträgern bei der Eröffnungs- bzw. Abschlussfeier.

## Teilnehmer nach Sportarten

### Ski Nordisch (Biathlon und Skilanglauf)
- Anne-Mette Bredahl
Biathlon 7,5 km blind: 5. Platz
Biathlon 12,5 km blind: 4. Platz
Langlauf 5 km Freistil, sehbehindert: 7. Platz

### Rollstuhlcurling
5. Platz
- Bjarne Jensen
- Rosita Jensen
- Joern Kristensen
- Kenneth Ørbæk
- Sussie Pedersen